# Margaret Morse Nice
Margaret Morse Nice (Amherst, 6 december 1883  - Chicago, 26 juni 1974) was een Amerikaanse ornitholoog  die een uitgebreide studie maakte van de levenscyclus van de zanggors (Melospiza melodia). Ze schreef honderden artikelen en enkele boeken over vogels, maar ook over de psychologie van het kind.

## Biografie
Nice werd geboren in Amherst, haar vader was hoogleraar geschiedenis aan het Amherst College. Als kind van 12 begon ze al met het maken van notities over het broedgedrag van zangvogels. In 1906 haalde ze haar bachelorgraad aan het Mount Holyoke College en in 1905 haar master in de biologie aan de Clark University van  Worcester. In 1908 trouwde ze en verhuisde naar  Norman in de staat Oklahoma waar haar echtgenoot Leonard Blaine een aanstelling aan de universiteit had aanvaard. Ze kregen vijf kinderen.
Tussen 1913 en 1927 maakte ze studie van de vogels en publiceerde daarover in The Birds of Oklahoma. In Oklahoma raakte ze ook zeer geïnteresseerd in kinderpsychologie waarover ze achttien artikelen publiceerde. Ze bestudeerde haar eigen kinderen, hun woordenschat, zinsbouw en spraakontwikkeling. In 1927 verhuisde ze naar Columbus (Ohio), waar Blaine een docentschap kreeg aan de Ohio State University.
In Ohio begon zij met haar uitgebreide studie aan de levenscyclus van de zanggors (Melospiza melodia). Eerst volgde zij twee geringde individuen in hun gedragingen gedurende een lange tijdsperiode. Later werden dat 69 geringde zanggorzen waarbij ze interactief gedrag, voortplanting, territoriumgedrag, aangeboren en aangeleerd gedrag en de ontwikkeling van zang bestudeerde. Met deze studie vestigde ze haar naam als toonaangevend vogelkundige. In 1931 ontmoette ze Ernst Mayr op een bijeenkomst van de American Ornithologists' Union (AOU). Mayr moedigde haar aan om over dit werk te publiceren. In 1938 verbleef ze twee maanden in Oostenrijk bij de gedragsbioloog Konrad Lorenz waar ze samen het gedrag van in gevangenschap levende vogels bestudeerden.

## Haar bijdragen aan ornithologie
De manier waarop Nice vogels bestudeerde was in haar tijd vernieuwend. Het accent van de ornithologie lag toen nog sterk op het verzamelen en beschrijven van vogelsoorten en hun geografische verspreiding. Haar uitgebreide studies resulteerdec in lange artikelen waarvoor de Amerikaanse vakbladen geen belangstelling hadden. Haar eerste onderzoeksartikel werd gepubliceerd met de hulp van Mayr en Erwin Stresemann in het Duitse (inmiddels Engelstalige) Journal für Ornithologie in 1933 en 1934.
Nice schreef bijna 250 wetenschappelijke artikelen over vogels, 3000 boekbesprekingen en verscheidene boeken, met inbegrip van The Birds of Oklahoma uit 1924. Haar autobiografie werd postuum gepubliceerd met een voorwoord door Konrad Lorenz. Ze was erelid van ornithologische vakverenigingen in het Verenigd Koninkrijk, Finland, Duitsland, Nederland en Zwitserland. Ze ontving de Brewster Medal voor haar studies aan de zanggors en twee eredoctoraten. Verder is een ondersoort van de zanggors (Melospiza melodia niceae) naar haar vernoemd. In 1997 werd door de Wilson Ornithological Society de Margaret Morse Nice Medal als onderscheiding voor verdienste in de ornithologie ingesteld.
- Bibliothèque nationale de France: cb177889817 (data)
- Gemeinsame Normdatei: 117321562X
- International Standard Name Identifier: 0000 0000 7378 9074
- Library of Congress Control Number: no95029418
- Nederlandse Thesaurus van Auteursnamen: 072973056
- SNAC: w65t3jqt
- Système universitaire de documentation: 172628938
- Virtual International Authority File: 36501427
- WorldCat: E39PBJxCxQrY7XK7pky7yFPRKd